# Лэнг, Лесли
Лэсли Альфонсо Лэнг (англ. Leslie Alphonso «Les» Laing; 19 февраля 1925, Линстед, Мидлсекс — 7 февраля 2021, Клермонт, Флорида) — ямайский легкоатлет (бег на короткие дистанции), чемпион летних Олимпийских игр 1952 года в Хельсинки, участник двух Олимпиад, рекордсмен мира.

## Биография
На летних Олимпийских играх 1948 года в Лондоне Лэнг выступал в беге на 100 и 200 метров и эстафете 4×400 метров. В коротком спринте Лэнг показал результат 11,0 секунды, который не позволил ему пройти дальше стадии предварительных забегов. В беге на 200 метров Лэнг пробился в финал, где с результатом 21,8 секунды стал шестым. В эстафете сборная Ямайки (Джордж Роден, Лэсли Лэнг, Артур Уинт, Херб Маккенли), за которую Лэнг бежал на втором этапе, показала время 3:14,0 секунды, которое не позволило ей пробиться в финал соревнований.
На следующей Олимпиаде в Хельсинки Лэнг бежал 200 метров и участвовал в эстафете 4×400 метров. В первом виде Лэнг пробился в финал соревнований, где показал время 21,2 секунды, с которым занял пятое место. В эстафете сборная Ямайки, за которую бежали те же спортсмены, что и на предыдущей Олимпиаде (Артур Уинт, Лэсли Лэнг, Херб Маккенли, Джордж Роден), а Лэнг снова бежал на втором этапе, стала олимпийской чемпионкой с результатом 3:03,9 секунды (мировой рекорд), обойдя команды США (3:04,0 с) и объединённую команду Германии (3:06,6 с).
Супругой Лэнга была Кармен Фиппс — легкоатлетка (бег на короткие дистанции, прыжок в длину, прыжок в высоту), участница летней Олимпиады 1948 года в Лондоне.
Лэсли Лэнг изображён на марке Ямайки 1980 года.